# Civilization VI
Sid Meier's Civilization VI je tahová strategická videohra z roku 2016 vyvinutá americkou společností Firaxis Games a vydaná společností 2K. Jedná se o šestý hlavní díl série Civilization a pokračování Civilization V (2010).

## Hratelnost
Podobně jako v předchozích dílech je cílem hráče rozvíjet civilizaci od raných osad přes mnoho herních tisíciletí, aby se stala světovou velmocí a dosáhla jedné z několika podmínek vítězství, například prostřednictvím vojenské nadvlády, technologické převahy nebo kulturního vlivu nad ostatními lidskými a počítačem řízenými protivníky. Hráči toho dosahují tím, že prozkoumávají svět, zakládají nová města, budují městská vylepšení, nasazují vojenské jednotky k útoku a obraně před ostatními, zkoumají nové technologie a pokroky v oblasti občanské společnosti, rozvíjejí vlivnou kulturu a zapojují se do obchodu a jednání s ostatními světovými vůdci.
Hra obsahuje několik civilizací, které se v předchozích verzích Civilization neobjevily, zatímco mnoho civilizací, které se vrací, má nové hlavní města nebo nové vůdce. Klíčovým cílem designérů bylo zabránit tomu, aby hráči následovali předem danou cestu vylepšování své civilizace, kterou znali z předchozích her. 
Novinkou v Civilization VI je využití čtvrtí mimo centrum města k umístění většiny budov. Například pro umístění budov souvisejících s vědou je nutné postavit čtvrť s kampusem. Mezi další nové funkce patří výzkum technologického stromu hry na základě okolního terénu, podobný technologický strom pro kulturní vylepšení a lepší struktura vládní občanské výchovy pro ty, kteří hrají na cestě ke kulturnímu vítězství. K dispozici jsou také nové mechanismy umělé inteligence pro počítačem řízené protivníky, které zahrnují tajné cíle a náhodné střety, které narušují jinak stabilní hru.

## Vydání a ohlasy
Mobilní a Nintendo Switch verze byly vydány společností Aspyr Media. V říjnu 2016 byla vydána pro Windows a macOS, později v únoru 2017 pro Linux, v prosinci 2017 pro iOS, v listopadu 2018 pro Nintendo Switch, v listopadu 2019 pro PlayStation 4 a Xbox One a v roce 2020 pro Android.
Hra získala po vydání obecně pozitivní recenze a byla oceněna jako nejlepší strategická hra na The Game Awards 2016 a strategická/simulační hra roku na 20. ročníku D.I.C.E. Awards. Hra se dočkala dvou rozšíření, Rise and Fall (2018) a Gathering Storm (2019).

### Pokračování
V únoru 2025 vyšlo pokračování Civilization VII.